# Донатия
Дона́тия (лат. Donatia) — олиготипный род двудольных цветковых растений, включённый в семейство Стилидиевые (Stylidiaceae).

## Название
Научное название рода — Donatia — было дано ему в 1775 году немецким ботаником Иоганном Рейнхольдом Форстером. Оно образовано от фамилии итальянского ботаника Виталиано Донати (1717—1762).

## Ботаническое описание
Донатии — подушкообразные многолетники с сильно ветвистыми стеблями и мясистыми корнями. Листья многочисленные, расположены на стебле очерёдно, простые, с цельным краем, в основании со слабо выраженным опушением.
Цветки одиночные, расположены на концах стеблей, обоеполые, актиноморфные. Чашечка с обратноконической трубкой, разделена на 5—7 долей. Венчик разделён на 5—10 свободных мясистых белых лепестков линейной или яйцевидной формы. Тычинки свободные, в количестве 2—3. Завязь с 2—3 гнёздами.
Плод — обратноконическая коробочка с немногочисленными семенами.
Число хромосом 2n = 24.

## Ареал
Типовой вид рода в естественных условиях произрастает на юге Южной Америки. Другой вид встречается в горах Тасмании и Новой Зеландии.

## Таксономия
|  |                                      |  |                                                         |                                                         |                       |  | ещё 10 семейств (согласно Системе APG III) |             |             |        |
|  |                                      |  |                                                         |                                                         |                       |  |                                            |             |             | 2 вида |
|  |                                      |  |                                                         | порядок Астроцветные                                    |                       |  |                                            |             | род Донатия |        |
|  |                                      |  |                                                         | порядок Астроцветные                                    |                       |  |                                            |             | род Донатия |        |
|  | отдел Цветковые, или Покрытосеменные |  |                                                         |                                                         | семейство Стилидиевые |  |                                            |             |             |        |
|  | отдел Цветковые, или Покрытосеменные |  |                                                         |                                                         |                       |  |                                            |             |             |        |
|  |                                      |  | ещё 58 порядков цветковых растений (по Системе APG III) | ещё 58 порядков цветковых растений (по Системе APG III) |                       |  |                                            | ещё 5 родов | ещё 5 родов |        |
|  |                                      |  |                                                         | ещё 58 порядков цветковых растений (по Системе APG III) |                       |  |                                            |             | ещё 5 родов |        |

### Виды
- Donatia fascicularis J.R.Forst. & G.Forst., 1775
- Donatia novae-zelandiae Hook.f., 1852 — Донатия новозеландская